# Hors Série
 (juillet 2024).
Si vous disposez d'ouvrages ou d'articles de référence ou si vous connaissez des sites web de qualité traitant du thème abordé ici, merci de compléter l'article en donnant les références utiles à sa vérifiabilité et en les liant à la section « Notes et références ».
Hors Série est une émission diffusée depuis le 12 octobre 2009 sur France 3. Elle est présentée en alternance par Béatrice Schönberg et Marie Drucker. D'abord diffusée un lundi sur deux (du 12 octobre 2009 au 22 novembre 2010), (du 22 novembre 2010 au 23 mars 2011, aucune émission n'est diffusée en raison du changement de présentateurs en cours, elle sera ensuite diffusée un mercredi sur deux, à partir de 23 février 2011 où Samuel Étienne succède aux premières présentatrices, car la nouvelle direction de France Télévisions souhaite avoir une seule chaîne par présentateur.
Hors Série est composée d'un documentaire (ou d'un téléfilm le mardi depuis 2015) suivi d'un débat, appelé Post-Scriptum. Patrick Poivre d'Arvor ayant diffusé deux émissions basées sur le même principe (documentaire + débat) aux mêmes cases-horaires, ces émissions ont été rajoutées dans la liste ci-dessous.
À partir de la rentrée 2011, l'émission ne comporte plus de débat (ni de présentateur) mais le principe du documentaire reste le même autour d'un sujet de société, elle est diffusée le lundi tous les 3 semaines environ.
Rentrée 2014, l'émission est diffusée dans le cadre des Lundi en histoires.
Rentrée 2015, des débats sont désormais présentés par Carole Gaessler (également pour certains numéros de Histoire immédiate).

## Liste des émissions

### Première saison (2009-2010)
- 12 octobre 2009 : Le mystère des jumeaux (Marie Drucker)
- 26 octobre 2009 : La mise à mort du travail (Marie Drucker)
- 2 octobre 2009 : La folie des années 60 (Marie Drucker)
- 9 novembre 2009 : Les dernières du mur (Béatrice Schönberg)
- 30 novembre 2009 : La Folie des Années 70 (Marie Drucker)
- 7 décembre 2009 : Parcours meurtrier d'une mère ordinaire : l'affaire Courjault (Béatrice Schönberg)
- 14 décembre 2009 : Une nouvelle maison pour transformer ma vie (Marie Drucker)
- 4 janvier 2009 : Images intimes d'une catastrophe (Marie Drucker)
- 11 janvier 2010 : Victime d'un pédophile, le combat d'une vie (Béatrice Schönberg)
- 18 janvier 2010 : Gainsbourg, l'homme qui aimait les femmes (Marie Drucker)
- 25 janvier 2010 : Peur sur l'hôpital (Marie Drucker)
- 1er février 2010 : Couples en crise : face au tribunal (Marie Drucker)
- 1er mars 2010 : La Folie des années 90 (Marie Drucker)
- 8 mars 2010 : Les trentenaires retournent vivre chez leurs parents (Béatrice Schönberg)
- 22 mars 2010 : Pirates à bord : au cœur d'une prise d'otages (Marie Drucker)
- 19 avril 2010 : Les toqués du chocolat (Béatrice Schönberg)
- 26 avril 2010 : Au cœur de la légion étrangère (Marie Drucker)
- 3 mai 2010 : Des femmes dans la dépendance (Béatrice Schönberg)
- 9 mai 2010 : La Folie des années 2000 (Marie Drucker) (exceptionnellement un dimanche)
- 10 mai 2010 : L'inceste : enfances brisées, vies explosées (Béatrice Schönberg)
- 17 mai 2010 : Du poison dans l'eau du robinet (Marie Drucker)
- 24 mai 2010 : Des femmes enchaînées, des femmes déchaînées (Béatrice Schönberg)
- 7 juin 2010 : La véritable histoire des Bleus (Béatrice Schönberg)
- 14 juin 2010 : Le grand chaos (1940) (Marie Drucker)
- 16 juin 2010 : La folie des années 80 (Marie Drucker)

### Deuxième saison (2010-2011)
- 6 septembre 2010 : Vive la retraite ? (Béatrice Schönberg)
- 20 septembre 2010 : La blessure : la tragédie des harkis (Marie Drucker)
- 27 septembre 2010 : Ingrid Betancourt : six ans dans la jungle (Béatrice Schönberg)
- 4 octobre 2010 : Politiquement incorrect (Béatrice Schönberg)
- 11 octobre 2010 : Je préfère manger à la cantine (Béatrice Schönberg)
- 8 novembre 2010 : De Gaulle : la dernière bataille (Patrick Poivre d'Arvor)
- 15 novembre 2010 : Pétain, un héros si populaire (Béatrice Schönberg)
- 22 novembre 2010 : Il n'y a pas de Kennedy heureux (Béatrice Schönberg)
- 23 février 2011 : Xynthia, un an après (Patrick Poivre d'Arvor)
- 23 mars 2011 : Les nouveaux guérisseurs (Samuel Étienne)
- 6 avril 2011 : Maison en travaux, du rêve... au cauchemar (Samuel Étienne)
- 4 mai 2011 : Santé, sécurité, contrefaçon : attention danger ! (Samuel Étienne)
- 18 mai 2011 : Mauvaises ondes (Samuel Étienne)
- 1er juin 2011 : Tutelles : nos parents spoliés ? (Samuel Étienne)
- 22 juin 2011 : Propriétaires, mais pauvres (Samuel Étienne)

### Troisième saison (2011-2012)
- 26 décembre 2011 : Par amour du goût
- 2 janvier 2012 : Au cœur de l’urgence (1/2)
- 9 janvier 2012 : Au cœur de l’urgence (2/2)
- 16 janvier 2012 : Aventures de médecine
- 16 avril 2012 : Flash-back (1/2)
- 23 avril 2012 : Flash-back (2/2)
- 18 juin 2012 : La France qui danse

### Quatrième saison (2012-2013)
- 17 septembre 2012 : Le pensionnat de l’espoir : le choc d’une nouvelle vie
- 24 septembre 2012 : Le pensionnat de l’espoir : le temps de la découverte
- 15 octobre 2012 : Commando
- 21 octobre 2012 : Missions d’urgence (1 et 2/6)
- 5 novembre 2012 : Missions d’urgence (3 et 4/6)
- 19 novembre 2012 : Missions d’urgence (5 et 6/6)
- 10 décembre 2012 : Les nouvelles mères courage
- 7 janvier 2013 : Le combat contre l’obésité (1/2)
- 14 janvier 2013 : Le combat contre l’obésité (2/2)
- 28 janvier 2013 : La ville entre en gare
- 11 février 2013 : Police des affaires familiales
- 15 avril 2013 : Le chœur du village (1/2)
- 22 avril 2013 : Le chœur du village (2/2)
- 29 avril 2013 : Sur l’autoroute du soleil
- 20 mai 2013 : Vacances Passion

### Cinquième saison (2013-2014)
- 16 septembre 2013 : Les Anges Gardiens de l’océan
- 30 septembre 2013 : Pour que vive mon village
- 18 novembre 2013 : Roissy-Charles-de-Gaulle : embarquement immédiat
- 16 décembre 2013 : Rungis, les maîtres du goût
- 13 janvier 2014 : Violences conjugales, parler pour renaître
- 24 février 2014 : Ensemble, c’est mieux
- 10 mars 2014 : Leçons de vie, dépasser son handicap
- 17 mars 2014 : Tous bénévoles ! Au bonheur des autres
- 09 juin 2014 : La véritable histoire des coupes du monde

### Sixième saison (2014-2015)
- 15 septembre 2014 : Vino Buisiness (avec débat)
- 29 juin 2015 : Que mangeons-nous vraiment ? De la terre à l'assiette suivi de La fin du village, le début de...
- 28 août 2015 : La folle histoire des caméras cachées, mais pas que... (exceptionnellement un vendredi)

### Septième saison (2015-2016)
- 19 octobre 2015 : La santé en France, Enquête sur les inégalités
- 23 novembre 2015 : L'animal est un homme comme les autres
- 8 mars 2016 : Ado et déjà maman (débat diffusé après le téléfilm Elles... Les Filles du Plessis)
- 6 avril 2016 : Comment échapper aux manipulateurs (débat diffusé après le téléfilm Diabolique)
- 3 mai 2016 : Meurtres... au féminin (débat diffusé après le téléfilm La Bonne Dame de Nancy)
- 6 juin 2016 : Ils veillent sur nos assiettes

### Huitième saison (2016-2017)
- 27 septembre 2016 : Harcèlement scolaire : le combat de tous ? (débat diffusé après le téléfilm Marion, 13 ans pour toujours)
- 6 décembre 2016 : Grandir dans une famille recomposée (débat diffusé après le téléfilm Les Liens du cœur)
- 23 juin 2017 : Les Belges, ça ose tout !

### Neuvième saison (2017-2018)
- 19 septembre 2017 : Le viol, un crime sous silence (débat diffusé après le téléfilm Le Viol)
- 7 novembre 2017 : Contre le viol : oser parler pour se reconstruire (débat diffusé après le téléfilm La Consolation)
- 29 janvier 2018 : Passeport pour une nouvelle vie
- 20 février 2018 : Nés sous X : le poids du secret (débat diffusé après le téléfilm Né sous silence)
- 21 mars 2018 : Pédophilie, un silence de cathédrale suivi du débat Prêtres pédophiles : et maintenant que fait l'Église ?
- 30 mai 2018 : La révolution Dolto suivi du débat Grandir après Dolto

### Dixième saison (2018-2019)
- 18 septembre 2018 : 21 jours, au cœur de l'illettrisme (diffusé après le téléfilm Illettré)
- 10 avril 2019 : Comment sauver la psychiatrie ? (débat diffusé après le magazine Pièces à conviction - Psychiatrie, le grand naufrage)

### Onzième saison (2019-2020)
- 19 novembre 2019 : Enfants maltraités : comment les sauver ?  (débat présenté par Carole Gaessler diffusé après le téléfilm La Maladroite) suivi de Les enfants maudits
- 22 janvier 2020 : Les vies d'Albert Camus

### Douzième saison (2020-2021)
- 7 septembre 2020 : L'odyssée des plages
- 18 novembre 2020 : Comment mieux protéger nos aînés face à l'épidémie (débat présenté par Virna Sacchi diffusé après le documentaire Pièce à Convictions Covid-19, que se passe-t-il vraiment dans les Ehpad ?)
- 30 novembre 2020 : 30 ans de lutte contre le VIH (débat présenté par Virna Sacchi (à confirmer) diffusé après le téléfilm 120 battements par minute)
- 27 janvier 2021 : Enfants placés, quelles solutions pour améliorer leur sort ? (débat diffusé après le magazine Pièces à conviction - Enfants placés, que fait la République ?)
- 1er février 2021 : L'homme qui aimait les ours
- 22 février 2021 : La grande saga de nos montagnes, les Alpes
- 1er mars 2021 : Paris romantique, Paris érotique

### Treizième saison (2022-2023)
- 8 mars 2023 : Nous paysans

### Quatorzième saison (2022-2023)
- 29 novembre 2023 : Infirmières, notre histoire suivi de Nous, soignants - le métier d'une vie
- 18 février 2024 : Le camembert, un roman national
- 15 mai 2024 : Les héros du patrimoine, Patrimoine maritime, contre vents et marées !